# Maxillaria macrura
Maxillaria macrura är en orkidéart som beskrevs av Heinrich Gustav Reichenbach. Maxillaria macrura ingår i släktet Maxillaria och familjen orkidéer. Inga underarter finns listade i Catalogue of Life.